# Schluckenauer Zipfel

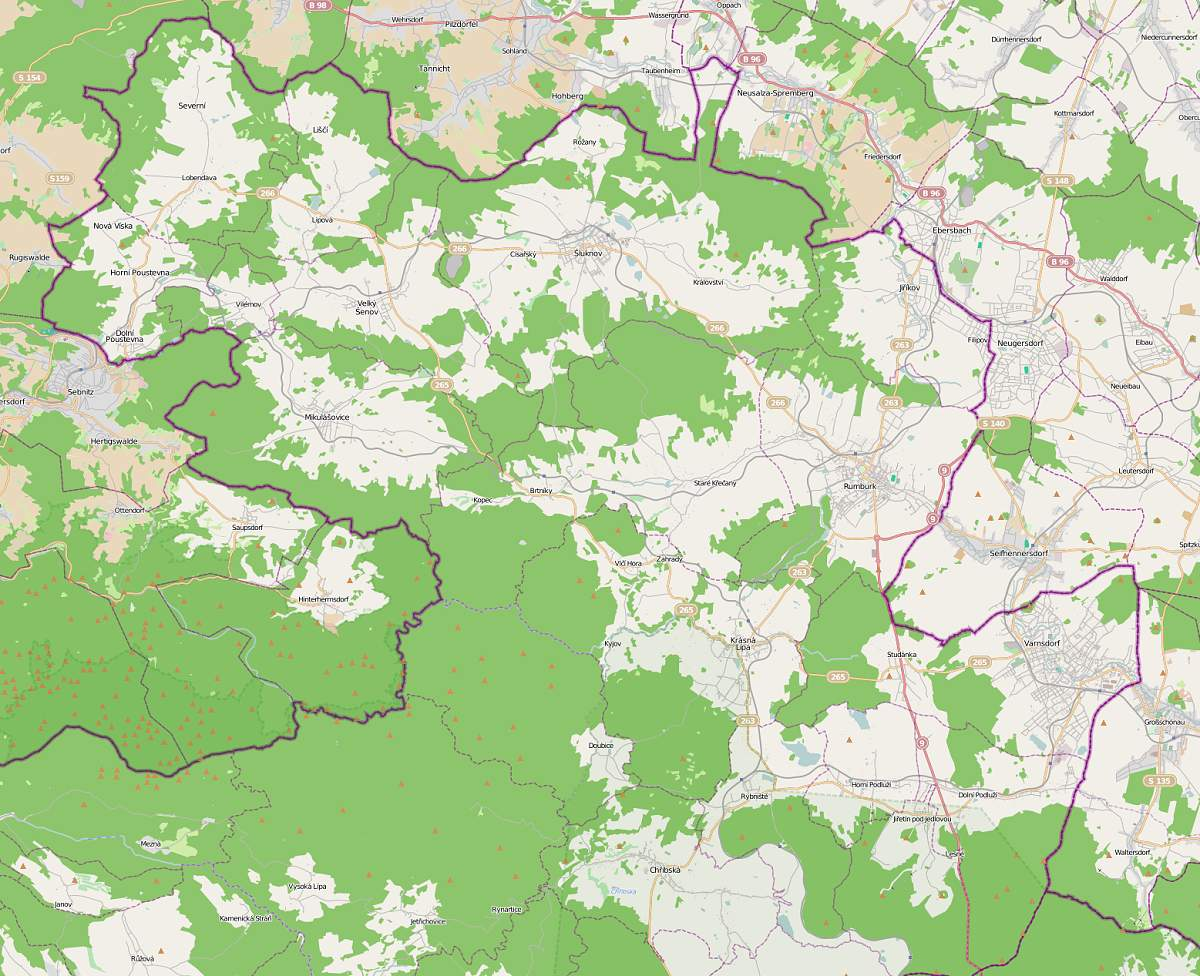
Karte des Schluckenauer Zipfels

Der Schluckenauer Zipfel (tschechisch Šluknovský výběžek, sinngemäß auch „Ausbuchtung“, „Vorsprung“), im historischen Volksmund auch Böhmisches Niederland (tschechisch České Nizozemí) oder mundartlich „Schluckscher Zippl“  genannt, ist die umgangssprachliche Bezeichnung für eine Region im äußersten Norden Tschechiens an der Grenze zu Deutschland. Zwischen den sächsischen Städten Sebnitz und Seifhennersdorf ragt das Gebiet in Richtung Deutschland, das den tschechischen „Zipfel“ fast komplett umschließt. Geomorphologisch trennt das im Süden befindliche Lausitzer Gebirge den nördlichen Teil ab, der vom Lausitzer Bergland (tschechisch Šluknovská pahorkatina, „Schluckenauer Hügelland“) gebildet wird. Administrativ gehört es zur Region Ústecký kraj und darin zum Okres Děčín. Das Gebiet war einst dicht besiedelt. Die größten Orte sind Varnsdorf (Warnsdorf), Rumburk (Rumburg) und Šluknov (Schluckenau).

## Name
Der Name Niederland als Gebietsbezeichnung, auch Böhmisches oder Nordböhmisches Niederland, entstand vermutlich in der zweiten Hälfte des 19. Jahrhunderts mit der Entmachtung der Herrschaften und der beginnenden Ausbildung von Nationalstaaten. Die erste Erwähnung des Gebietsnamens findet sich 1864 in einem Werk zur Kirchengeschichte Böhmens. Im Jahr 1908 wurde die Wochenzeitung Niederland in Georgswalde (Jiříkov) gegründet. Nach dem Zweiten Weltkrieg wurde der Name zum Identifikationsmerkmal der „Niederländer“ innerhalb der Vertriebenengemeinschaft der Sudetendeutschen. Die monatliche Zeitschrift Unser Niederland erscheint bis heute im Niederland-Verlag.

## Geografie

Schema der Sudeten mit (3) Lausitzer Bergland/Schluckenauer Hügelland (Šluknovská pahorkatina) und (5) Lausitzer Gebirge.

### Lage
Das Niederland ist Teil der europäischen Mittelgebirgsschwelle, liegt im Nordrand der Böhmischen Masse und gehört zu den Westsudeten. Hier bildet es den südlichen Teil des Lausitzer Berglands.
Begrenzt wird es im Südwesten vom Elbsandsteingebirge, im Süden vom Lausitzer Gebirge und im Südosten vom Zittauer Gebirge. Im Nordwesten, im Norden und Nordosten wird es von Höhenzügen innerhalb des Lausitzer Berglands eingerahmt.
Das Böhmische Niederland ist ein Hügelland bzw. eine Hochebene mit eingestreuten Kegelbergen vulkanischen Ursprungs. Es wird von Tälern durchzogen, die zumeist in west-östlicher Richtung verlaufen. Naturräumlich (physisch-geographisch) handelt es sich überwiegend um das Schluckenauer Hügelland (tschechisch Šluknovská pahorkatina). Südöstlich erstreckt es sich ins Lausitzer Gebirge und südwestlich in den Nationalpark Böhmische Schweiz.

### Relief und Klima

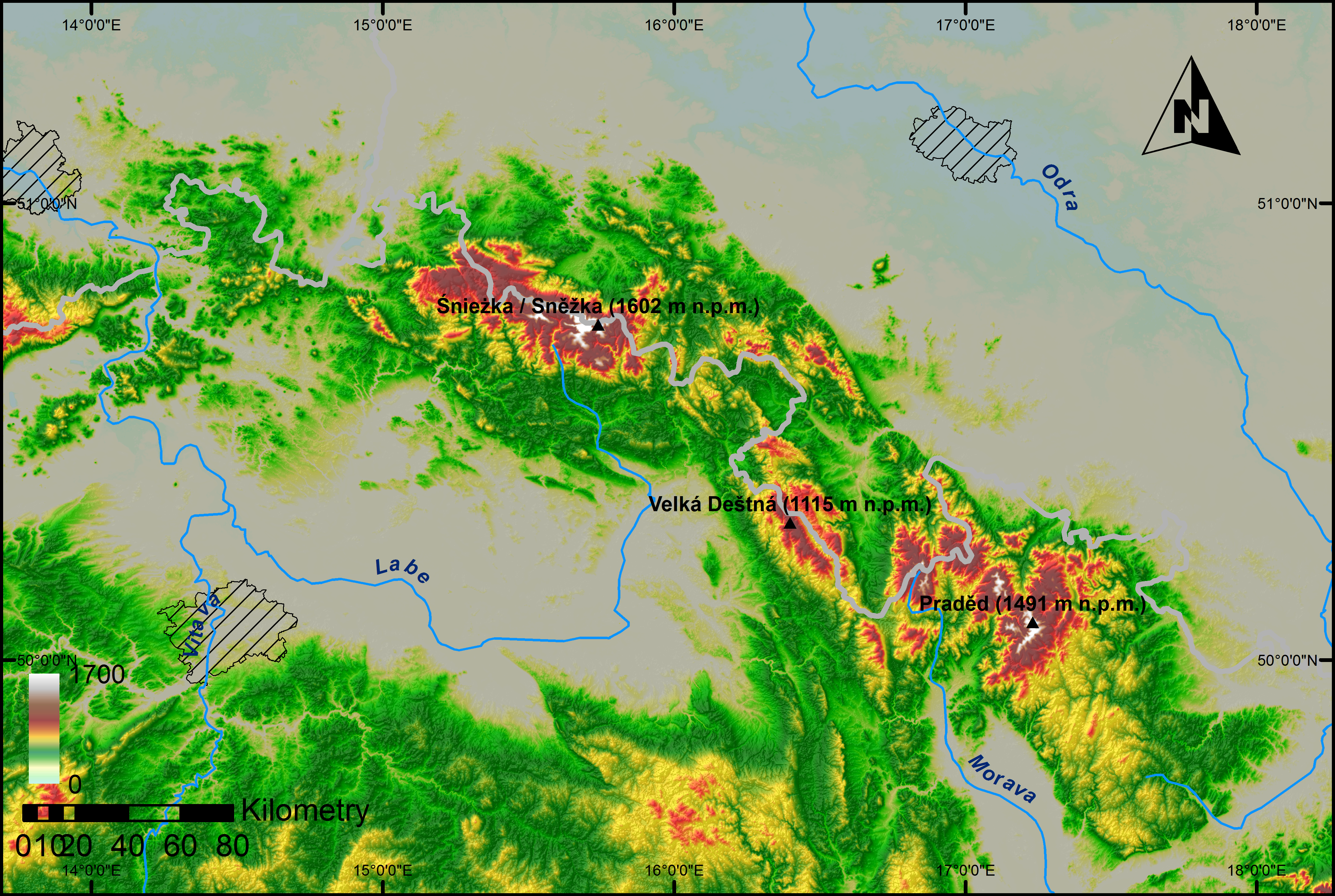
Relief der Sudeten. Links oben das Niederland.

Das Relief des Niederlands entspricht einem kollinen bis submontanen Bergland. Es liegt auf 300 bis 400 Meter Höhe, aus der sich die Berge bis zu etwa 600 Metern erheben. Der größte Teil des Niederlands ist engräumig dicht zertalt, wodurch eine Vielzahl an Bächen entsteht. Vereinzelt gibt es einige breitere Sohlentäler und kleine Becken (beispielsweise beim zentral gelegenen Šluknov (Schluckenau)).
Das Hügelland ist niederschlagsreich (durchschnittlich über 900 mm) und subozeanisch bis subkontinental mit Durchschnittstemperaturen um 7 °C, mäßig warmen Sommern und kalten schneereichen Wintern. Infolge des kleinräumig wechselnden Reliefs entstehen mannigfache geländeklimatische Sonderverhältnisse.

### Geologie und Böden
Ursprünglich entstanden ist die Hochebene im Rahmen der Variszischen Gebirgsbildung auf dem Lausitzer Granitmassiv, einem Pluton, der im Südwesten in der Lausitzer Verwerfung abrupt endet, und der im Tertiär an verschiedenen Stellen von Vulkanen durchbrochen wurde. Die heutige Landschaftsform hat sich im Tertiär und Quartär durch Verwitterung gebildet.
Ausgangsgesteine für die Bodenbildung sind Granodiorit (Mitte bis Nord und Nordwest), Granit (Mitte bis Südost) und Kreidesandstein (Südwest). Resultierende Böden sind Braunerde, in den Kreidesandsteinbereichen Podsol und in den Tälern Auenböden.

### Hydrologie
Das Böhmische Niederland ist von einer großen Zahl an Bachläufen durchzogen, die verschiedentlich aufgestaut sind und Teiche oder kleinere Seen bilden. Dazu gibt es viele Feuchtgebiete, Sümpfe und einzelne Moore (beispielsweise zwischen Vilémov und Velky Šenov). Die Bäche entwässern das Hügelland nach Westen zur Elbe, nach Norden zur Spree und nach Osten zur Lausitzer Neiße.
Im östlichen Niederland liegt die Hauptwasserscheide von Nord- und Ostsee. Sie trennt die benachbarten Flusssysteme von Elbe und Oder. Darüber hinaus liegt im zentralen und nordöstlichen Gebiet die Wasserscheide zwischen dem Einzugsgebiet der oberen Elbe und dem Subsystem der Spree.
Hauptwasserläufe zur Elbe sind der Wölmsdorfer Bach (tschechisch Vilémovský potok), auf deutscher Seite Sebnitz genannt, und die Kirnitzsch (tschechisch Křinice). Der größte Zufluss zur Spree ist der Rosenbach (tschechisch Rožanský potok). Der östliche Teil des Niederlands wird von der Mandau (tschechisch Mandava) und ihren Zuflüssen entwässert.

## Grenzen, Herrschaften und Verwaltung
Im 12. Jahrhundert dehnten die Böhmischen Herzöge und Könige im Rahmen der Territorialisierung ihre Landesherrschaft auf Nordböhmen, bis ins Elbtal und in die Oberlausitz aus und es bildeten sich Staatsgrenzen. Ab dieser Zeit gehörte das Niederland kontinuierlich zu Böhmen. Die nördliche Staatsgrenze zu Sachsen wurde 1459 im Vertrag von Eger und die bereits seit spätestens 1319 bestehende (Binnen-)Grenze zur Oberlausitz im Prager Frieden (1635) festgeschrieben.
Das Niederland war Teil des unter den Přemysliden gebildeten Staates Böhmen. 1527 wurde es Teil des Erzherzogtums Österreich, ab 1867 gehörte es zum cisleithanischen Teil Österreich-Ungarns. Nach dem Ersten Weltkrieg wurde es Teil der Tschechoslowakei, 1938 vom Deutschen Reich erobert und 1945 nach dem Zweiten Weltkrieg erneut Teil der Tschechoslowakei. Seit 1992 ist es das nördlichste Gebiet Tschechiens.
Mit der Ausbildung des böhmischen Feudalstaats und dem beginnenden Landesausbau entwickelte sich ein Subsystem an Herrschaften durch Adel, Klerus und Ministerialen, die im Auftrag des Herrschers Gebietsteile des Staats verwalteten und bewirtschafteten. Im Hoch- und Spätmittelalter wurde die Landesverwaltung und -bewirtschaftung von den Burgen aus betrieben, später wurden die Burgen aufgegeben und (Stadt-)Schlösser und Residenzen errichtet oder die Herrschaft wurde auf Hofgütern ausgeübt.
Die zu Beginn umfänglichste Herrschaft war Tollenstein-Schluckenau der Berka von Dubá. Weitere Herrschaften waren Lipová (Hainspach) und Rumburk (Rumburg). Durch Belehnung, Kauf, Vererbung, Verkauf, Enteignung und Neubelehnung entstand ein reger Handel mit Herrschafts- und Nutzungsrechten an Gebietsteilen, Städten, Dörfern und Dorfteilen im Niederland. Beteiligt waren Familien wie Wartenberg, Lipa, Dubá, Warnsdorf, Slawata, Salm-Reifferscheidt, Schleinitz, Mansfeld und Harrach.
In österreichischer Zeit wurden die politische Macht der Herrschaften und ihre Nutzungsrechte und Pflichten sukzessive eingeschränkt und eine von den Ständen losgelöste Verwaltung etabliert. Dazu wurden Kreise als Verwaltungseinheiten eingeführt – das Niederland gehörte zum Leitmeritzer Kreis. Als Folge der Revolution von 1848/1849 wurden die Patrimonialgerichte abgeschafft, Gerichtsbezirke eingeführt und eine kleinteilige Verwaltungsstruktur mit den Bezirken Schluckenau und Rumburg eingerichtet. 1908 wurde Warnsdorf aus dem Bezirk Rumburg ausgegliedert und kam als dritter Verwaltungsbezirk hinzu. Diese Bezirke bestanden in der Tschechoslowakei fort. Vom Deutschen Reich wurden die Bezirke mit geringen Gebietsabänderungen als die Landkreise Schluckenau, Rumburg und Warnsdorf übernommen. Sie bestanden in der Tschechoslowakei als Bezirke fort. Mit der Gründung des Staats Tschechien trat eine Verwaltungsreform in Kraft, durch die die bisherigen Bezirke aufgelöst und Rumburk und Varnsdorf zu Gemeinden mit erweitertem Wirkungsbereich erhoben wurden. Faktisch wurden dadurch die ehemaligen Bezirke Šluknov und Rumburk zusammengefasst, Varnsdorf besteht fort.

## Politische Gliederung
Das Böhmische Niederland liegt in der Region Ústecký kraj und umfasst 18 selbstständige Gemeinden. Sie werden von zwei Gemeinden mit erweiterten Befugnissen verwaltet (Städte in fetter Schrift).

### Rumburk
Der Bezirk Rumburk umfasst eine Fläche von 266 km² mit einer Einwohnerzahl von 32.072 (Stand: 1. Januar 2025). Zu ihm gehören sieben Städte und fünf Gemeinden:
| Kommune         | dt. Name         | Einwohner Stand: 1. Januar 2025 |
| --------------- | ---------------- | ------------------------------- |
| Dolní Poustevna | Nieder-Einsiedel | 1.668                           |
| Doubice         | Daubitz          | 97                              |
| Jiříkov         | Georgswalde      | 3.507                           |
| Krásná Lípa     | Schönlinde       | 3.341                           |
| Lipová          | Hainspach        | 564                             |
| Lobendava       | Lobendau         | 259                             |
| Mikulášovice    | Nixdorf          | 2.092                           |
| Rumburk         | Rumburg          | 10.815                          |
| Staré Křečany   | Alt-Ehrenberg    | 1.228                           |
| Šluknov         | Schluckenau      | 5.629                           |
| Velký Šenov     | Groß-Schönau     | 2.013                           |
| Vilémov         | Wölmsdorf        | 859                             |

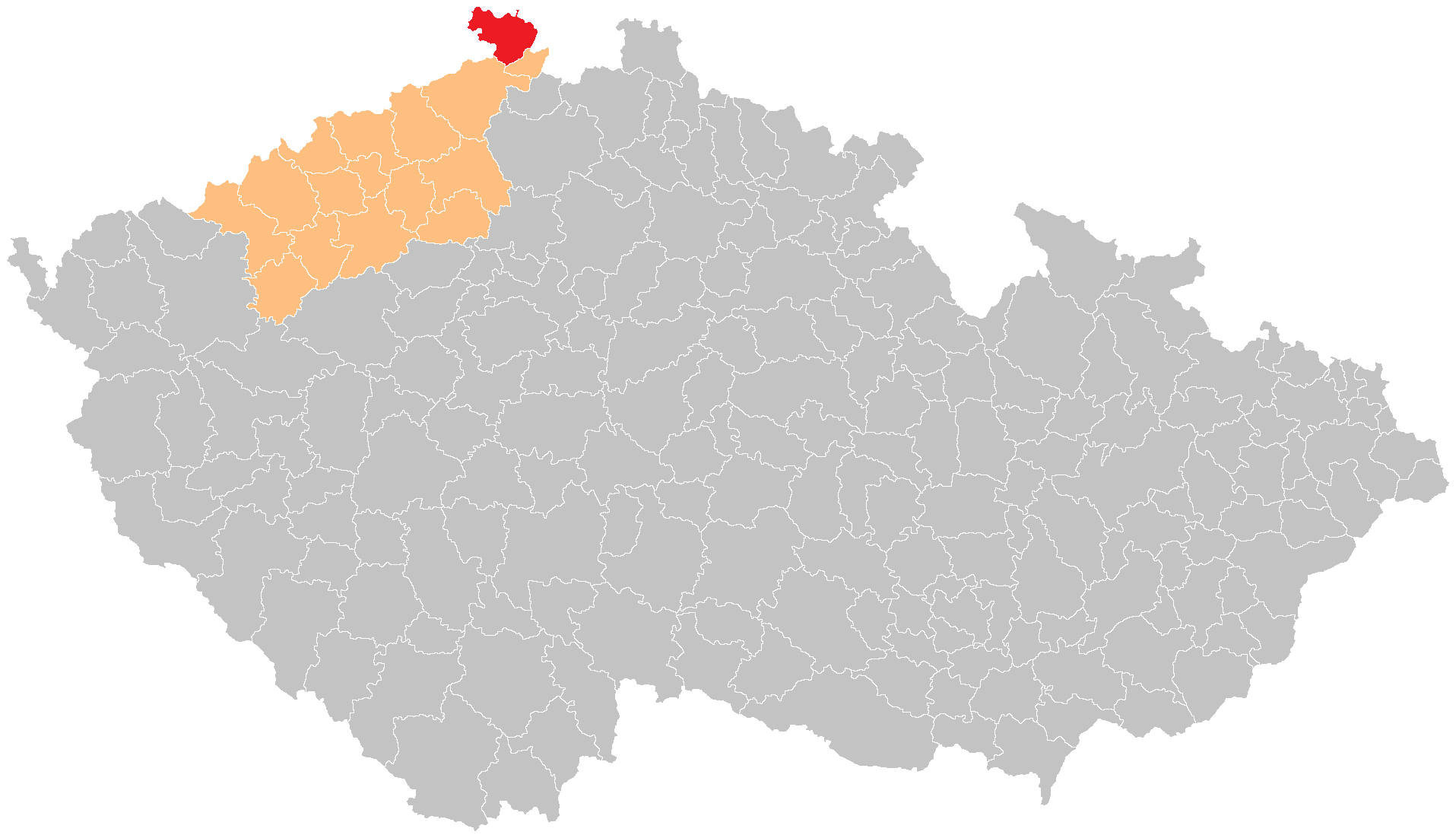
Region Ústecký kraj (orange) mit dem Bezirk Rumburk (rot).

Bezirksbüros befinden sich in den Städten Rumburk und Šluknov.

### Varnsdorf
Der Bezirk Varnsdorf umfasst 89 km² mit einer Einwohnerzahl von 19.395 (Stand: 1. Januar 2025). Zu ihm gehören zwei Städte und vier Gemeinden:
| Kommune              | dt. Name          | Einwohner Stand: 1. Januar 2025 |
| -------------------- | ----------------- | ------------------------------- |
| Chřibská             | Kreibitz          | 1.333                           |
| Dolní Podluží        | Niedergrund       | 1.153                           |
| Horní Podluží        | Obergrund         | 825                             |
| Jiřetín pod Jedlovou | Sankt Georgenthal | 659                             |
| Rybniště             | Teichstatt        | 721                             |
| Varnsdorf            | Warnsdorf         | 14.704                          |

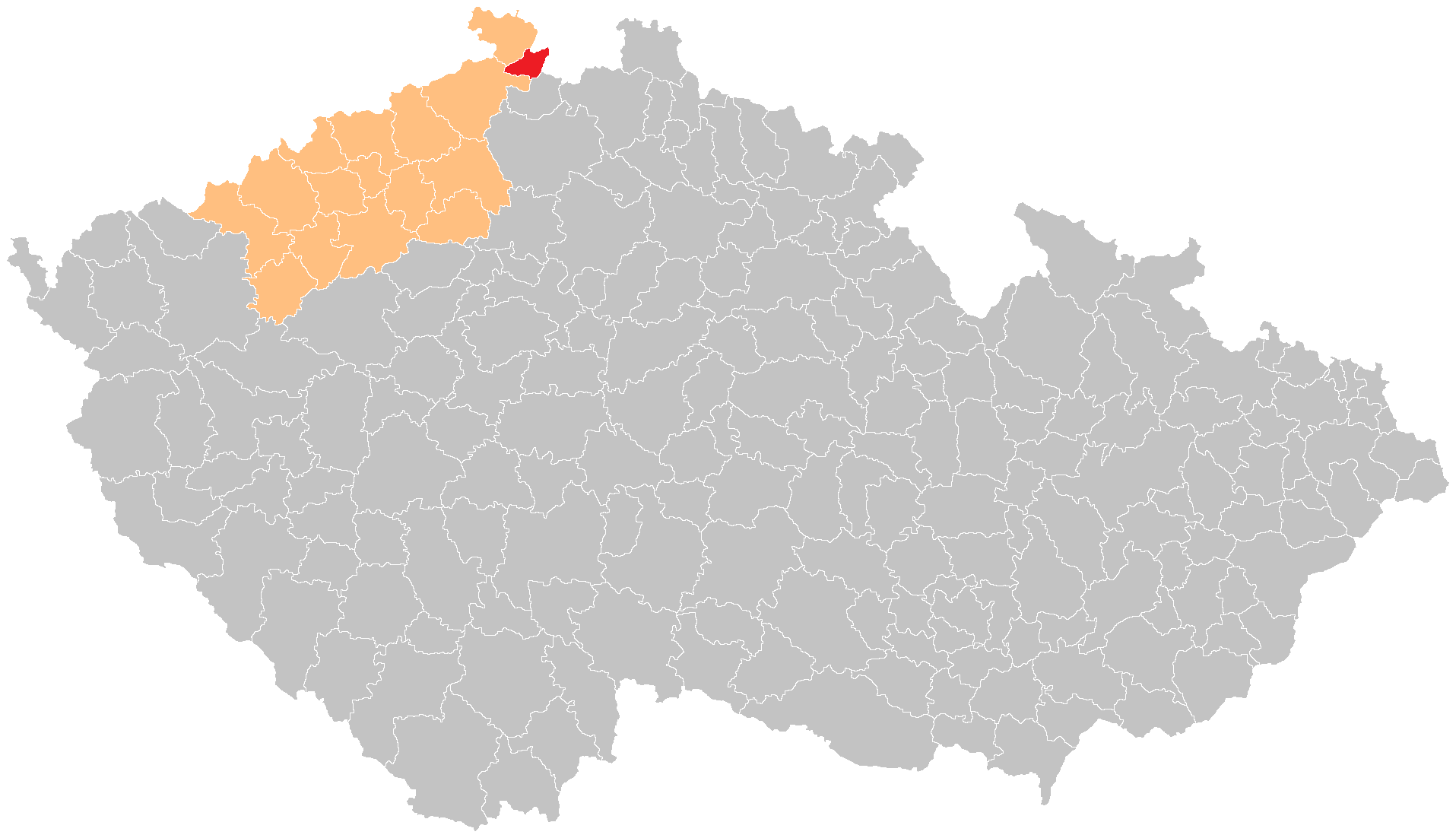
Region Ústecký kraj (orange) mit dem Bezirk Varnsdorf (rot).

Das Bezirksbüro befindet sich in der Stadt Varnsdorf.

## Sehenswürdigkeiten und Tourismus

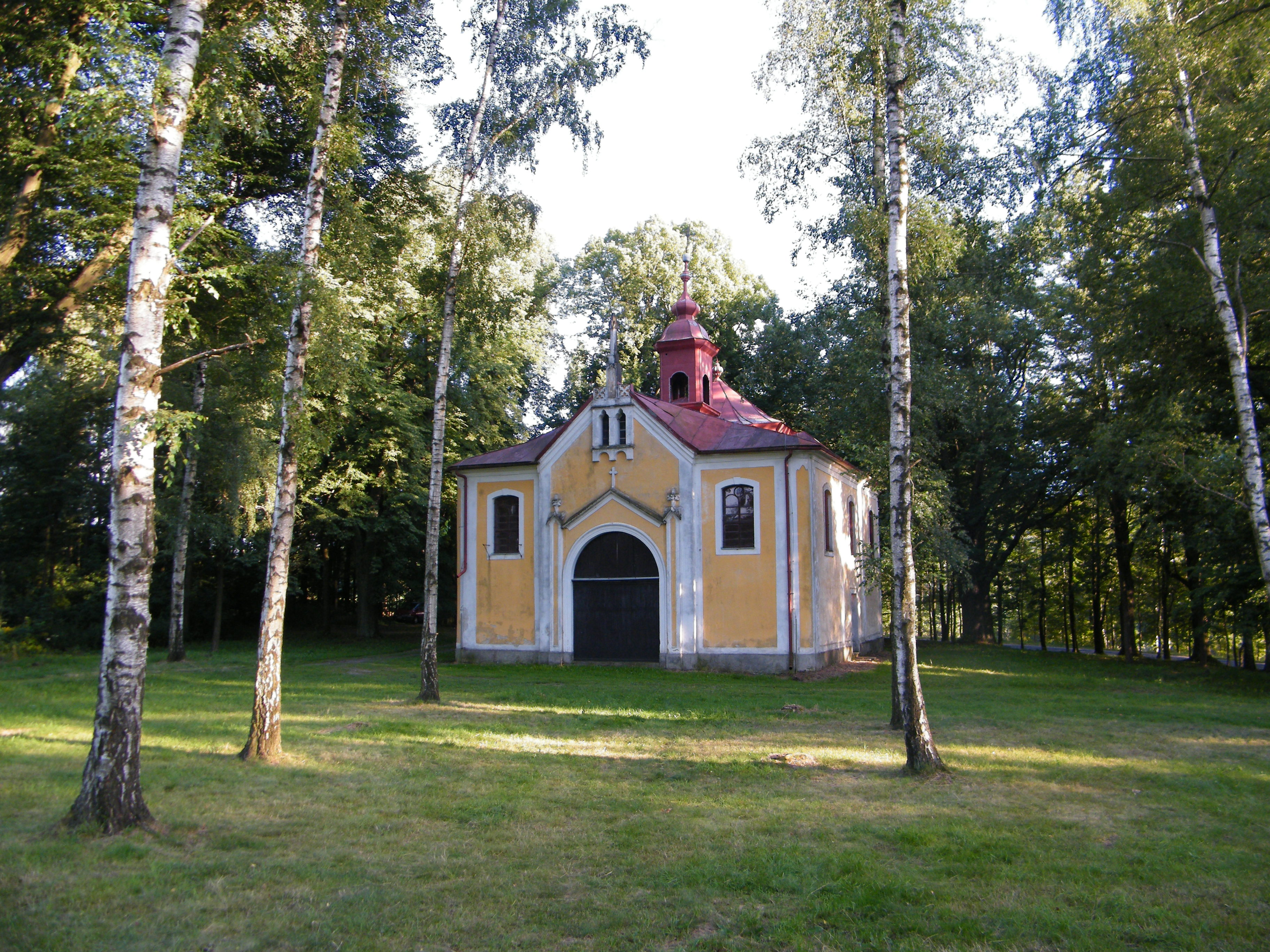
Kapelle der heiligen Anna

Die Region war seit dem Dreißigjährigen Krieg eine durch den Katholizismus und ertragreiches textiles Kleingewerbe geprägte Kulturregion. Dies zeigt sich durch die zahlreichen barocken Kirchen mit den dazugehörigen Friedhöfen, Kapellen, Kreuzgängen und Wallfahrtsorten. Einer der bekanntesten Wallfahrtsorte der Region ist der Annaberg (Anenský vrch) in Lobendava (Lobendau) mit der Annenkapelle, welcher in jedem Jahr Schauplatz des Annabergfestes ist. Viele dieser geweihten Stätten wurden auf den Bergen der Region angelegt. Auch die großen barocken Kirchen der Region sind auffallend, sie finden sich in jeder größeren Ortschaft. Aber es waren auch Wallfahrten der Bevölkerung zu weiter entfernten Wallfahrtsorten, wie der Wallfahrtskirche Mariaschein üblich.
Varnsdorf ist seit den Zeiten der Monarchie Österreich-Ungarn ein Zentrum der altkatholischen Kirche.

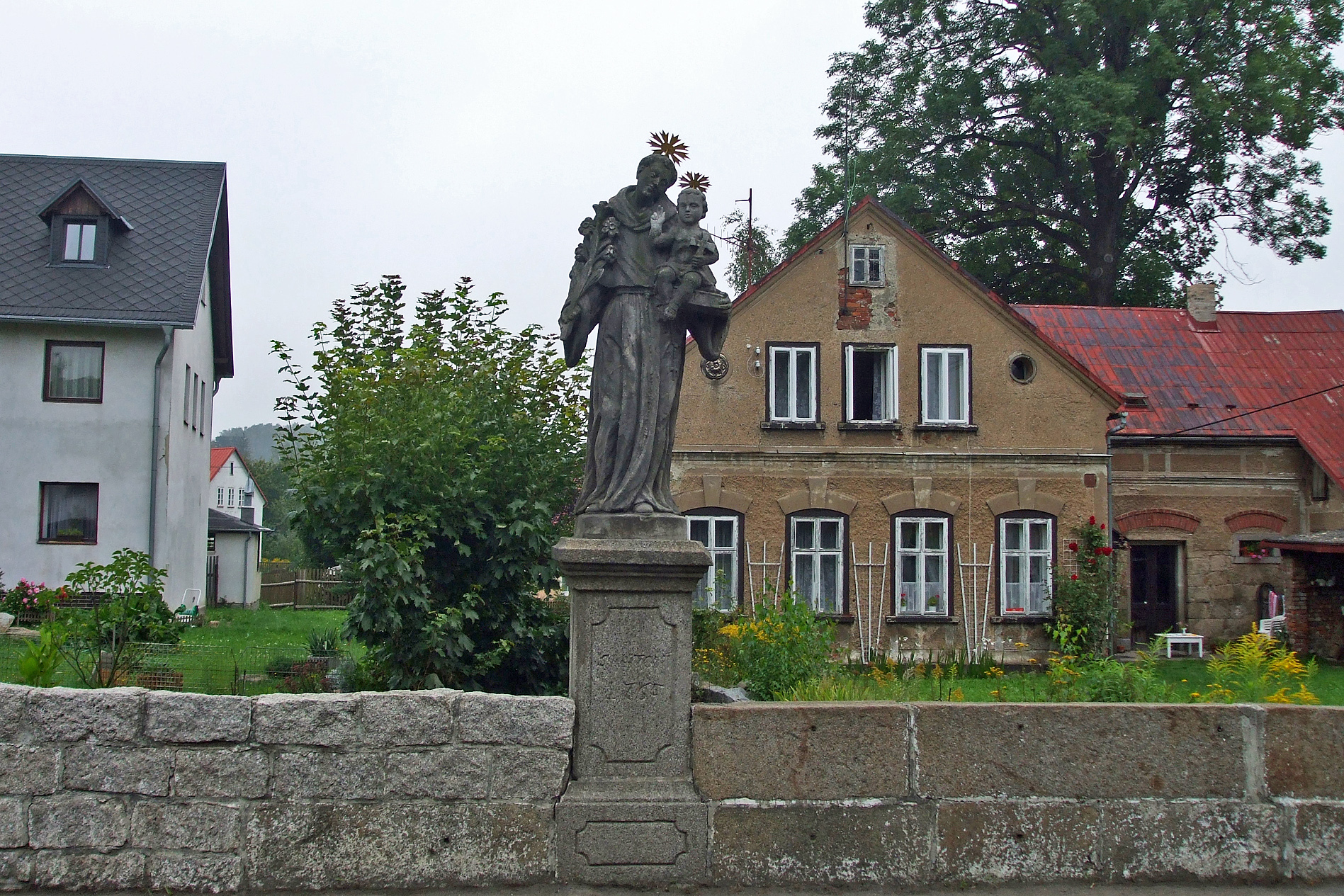
Schluckenau

Des Weiteren finden sich noch verschiedene Baudenkmäler aus der Zeit des Feudalismus. Die meisten Schlossanlagen wurden entweder zerstört oder dem Verfall preisgegeben. Schlossruinen finden sich in der Altstadt von Schluckenau und versteckt in Hainspach. Diese harren als Zielpunkte zur Förderung des Tourismus weiterer Sanierungs- und Renovierungsarbeiten.
Geschichtlich gesehen, ist heute kaum noch bekannt, "… dass in der Epoche von 1470 bis 1620, immerhin 150 Jahre, in der Region zwischen Oberlausitzer Bergland und Schluckenauer Zipfel grenzübergreifend eine Art 'privates Ländchen' existierte. Das sogenannte 'Schleinitzer Ländchen' verkörperte seinerzeit einen zusammenhängenden internationalen Grundbesitz größeren Areals. Das Besitztum wurde durch die kursächsische Adelsfamilie von Schleinitz gegründet und erstreckte sich geographisch über drei politisch voneinander unabhängige Territorien: Königreich Böhmen, Kurfürstentum Sachsen und Markgraftum Oberlausitz bzw. Sechsstädteland …. Unter Heinrich (von Schleinitz) hatte das Ländchen (um 1513) mit 13,5 Quadratmeilen (QM, nach moderner Umrechnung etwa 756 km² Gesamtfläche) seine größte Ausdehnung erreicht. Damit war das Schleinitzer Ländchen vergleichsweise etwas kleiner als die größte deutsche Insel Rügen mit 926 km² (zit. L. Mohr 2020, S. 84ff). Residenzen der Schleinitzer Herrschaft wurden: Schluckenau, Rumburg und Hainspach.
Sehenswert sind auch die Holzhäuser der Region, welche wie auch auf der deutschen Seite der Grenze als Umgebindehäuser, teilweise aber auch als Blockhaus errichtet worden sind. Durch die Nähe zu Deutschland ist die grenzüberschreitende Infrastruktur des Tourismus in der Region recht gut ausgebaut.
Die Landschaft Böhmisches Niederland ist mit der Böhmischen Schweiz verbunden. Ein Nationalparkhaus mit Abstellplätzen befindet sich in Krásná Lípa. Im Osten existiert ein Zugang zum Zittauer Gebirge mit seinen Felsformationen und Kurorten.

## Bevölkerung
Das vormals beinahe vollständig von Deutschböhmen bewohnte Gebiet wurde nach deren Vertreibung (tschechisch Odsun) als Folge des Zweiten Weltkrieges nach 1945 nicht in gleichem Ausmaße mit tschechischen Neusiedlern besiedelt. Einige Ortschaften wurden daher aufgegeben. Die heutige Bevölkerungszahl entspricht nur noch einem Siebtel des Vorkriegsstandes. Bei etwa einem Fünftel handelt es sich um Roma. Der Versuch, diese in der Region ansässig zu machen, führte häufig zu sozialen Problemen. Seit einigen Jahren verstärkt sich die Tendenz, dass Roma aus anderen Landesteilen in die Region zuwandern, während Tschechen abwandern.

## Wirtschaft

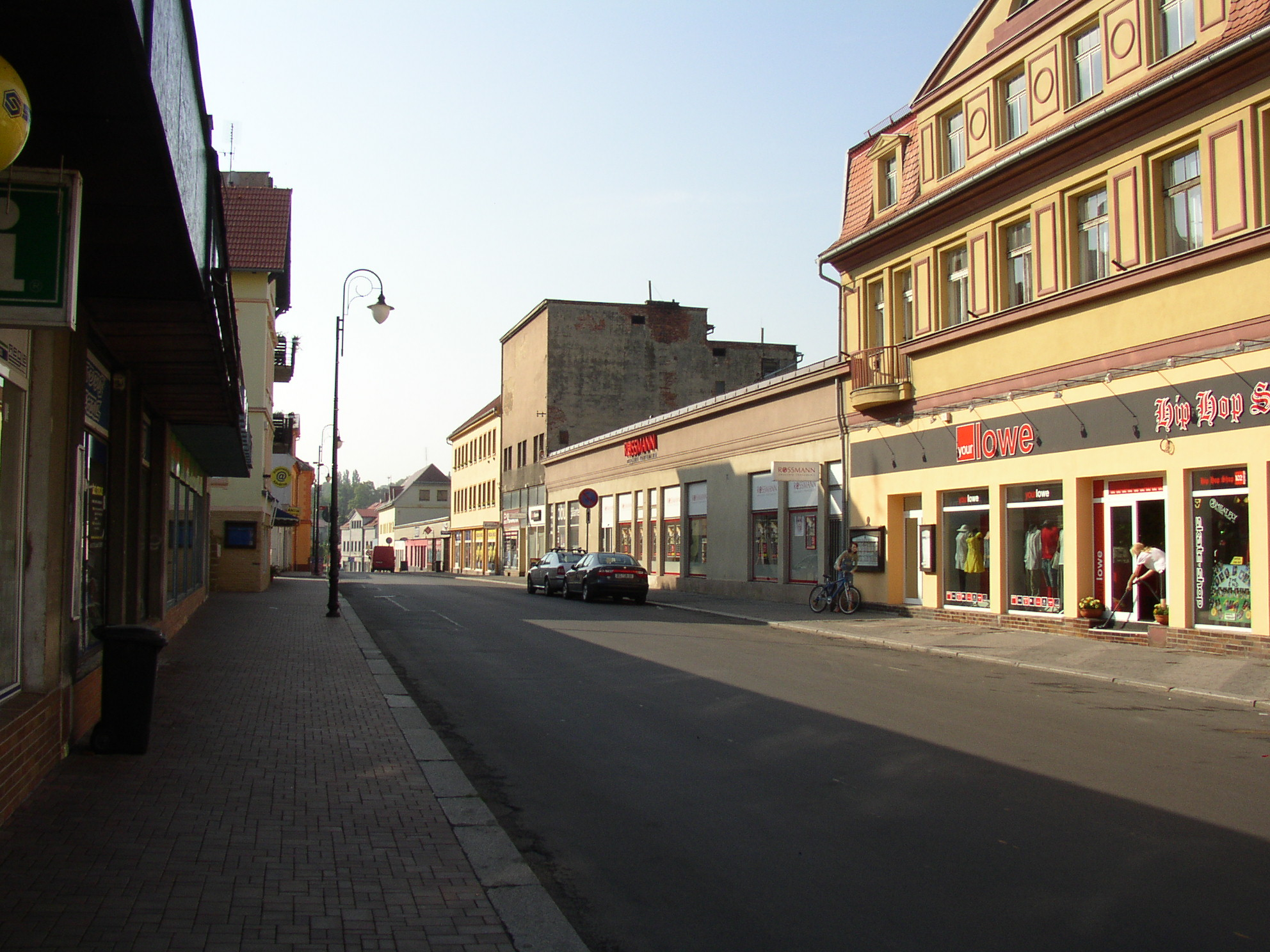
Varnsdorf

Von der vor 1945 gut gefestigten Wirtschaftsstruktur ist heutzutage wenig übriggeblieben. Viele der ansässigen Betriebe wurden 1945 konfisziert, sind wenig produktiv und erhalten kaum Investitionen. Auch die Primärwirtschaft bedarf der Förderung. Zurzeit liegt ein großer Teil der landwirtschaftlichen Nutzflächen im Schluckenauer Zipfel brach und ist von Gehölz überwuchert. Es existieren Initiativen der Europäischen Union, um mit Hilfe der Regierung Tschechiens eine grenzüberschreitende, agrarstrukturelle Entwicklung zu planen, für die es allerdings an Fachleuten fehlt. Vom Böhmischen Becken um Prag ist die bergige Region durch das Lausitzer Gebirge getrennt, alle Verkehrswege müssen deren Höhenlagen überwinden. Diese Trennung wirkte sich während der Tschechoslowakei sehr negativ auf die Entwicklung der entvölkerten Region im Norden Böhmens in den letzten 60 Jahren aus. Die ökonomische Situation der Region ist prekär und die infrastrukturelle Anbindung der Region ist schlecht. Die in Tschechien getätigten Investitionen kommen vor allem der böhmischen Kernregion zugute. Auch die Nähe zur Grenze nach Deutschland konnte bislang kaum positive Effekte erbringen. Viele Bewohner verlassen das Gebiet, um in der tschechischen Zentralregion um Prag oder im Ausland Arbeitsmöglichkeiten zu finden. Ein großer Teil der örtlichen Wohnhäuser wird heute nur noch als Wochenend- und Ferienhäuser genutzt oder verfällt.

## Grenzüberschreitende Beziehungen

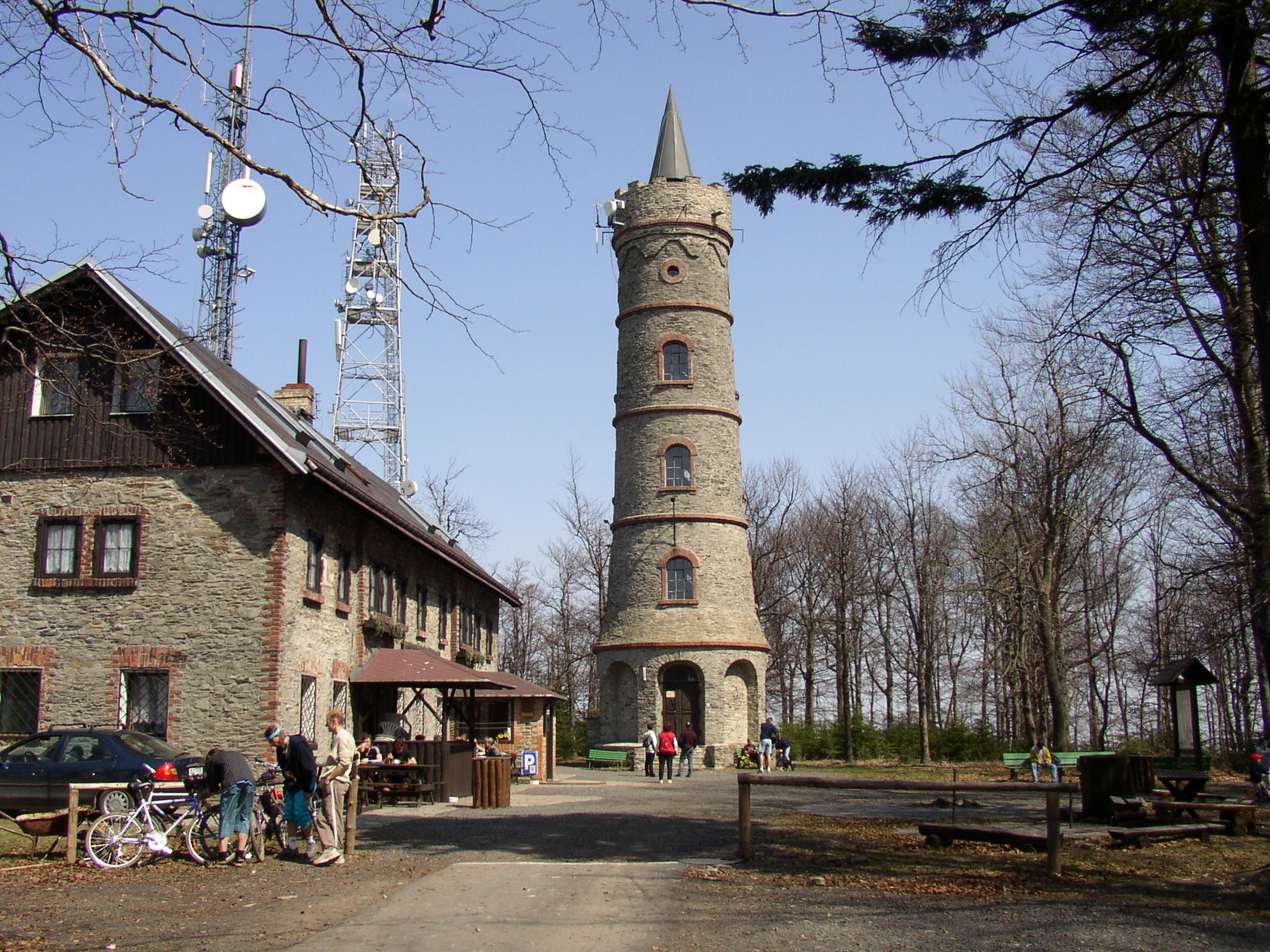
Aussichtsturm auf dem Gipfel des Jedlová

Die Bürgermeister der tschechischen Grenzstädte im Schluckenauer Zipfel – Šluknov (Schluckenau) und Jiříkov (Georgswalde) – gründeten mit den Amtskollegen der deutschen (sächsischen) Grenzkommunen in der südlichen Oberlausitz – Friedersdorf (Spree), Neusalza-Spremberg und Oppach – im Jahr 2000 in Šluknov den grenzüberschreitenden kommunalen deutsch-tschechischen Verbund der Fünfgemeinde. Später traten dem losen Verbund auch Sohland an der Spree (2008) und die Spreequellstadt Ebersbach-Neugersdorf (2011) bei. Der grenznahe Jüttelberg (Jitrovník) zwischen Neusalza-Spremberg und Königswalde (Království) entwickelte sich dabei zu einem beliebten Zentrum für Treffen der Bewohner der internationalen Fünfgemeinde und Ausflugsziel von Wanderfreunden der Grenzregion. Am 27. September 2015 fand bereits das 14. „Jüttelberg-Treffen“ statt, am 9. Juni 2019 nunmehr das „18. Treffen aller Liebhaber unserer Gegend und Natur […] auf dem Jüttelsberg in Schluckenau, wo die Veranstaltung ‚Musik verbindet Nachbarn‘ stattfindet“.